# Mathildenheim
Das Mathildenheim in Worms war eine von dem Adelsgeschlecht Heyl zu Herrnsheim gestiftete karitativ-soziale Einrichtung, die als Entbindungsheim diente. Die Familie von Heyl errichtete das Gebäude als Entbindungsstation für die Wöchnerinnen der Arbeiterinnen, die in den Heylschen Werken ihre Dienste taten. Am 15. Juni 1912 wurde die Einrichtung ihrer Bestimmung übergeben. Bereits sechs Jahre später, 1918, diente die Einrichtung auch dem Rest der Wormser Bevölkerung als Entbindungsstation und war somit nicht nur fortan Geburtsort für viele Wormser Bürger, sondern stellt heute auch einen bedeutenden Teil der Wormser Geschichte dar.

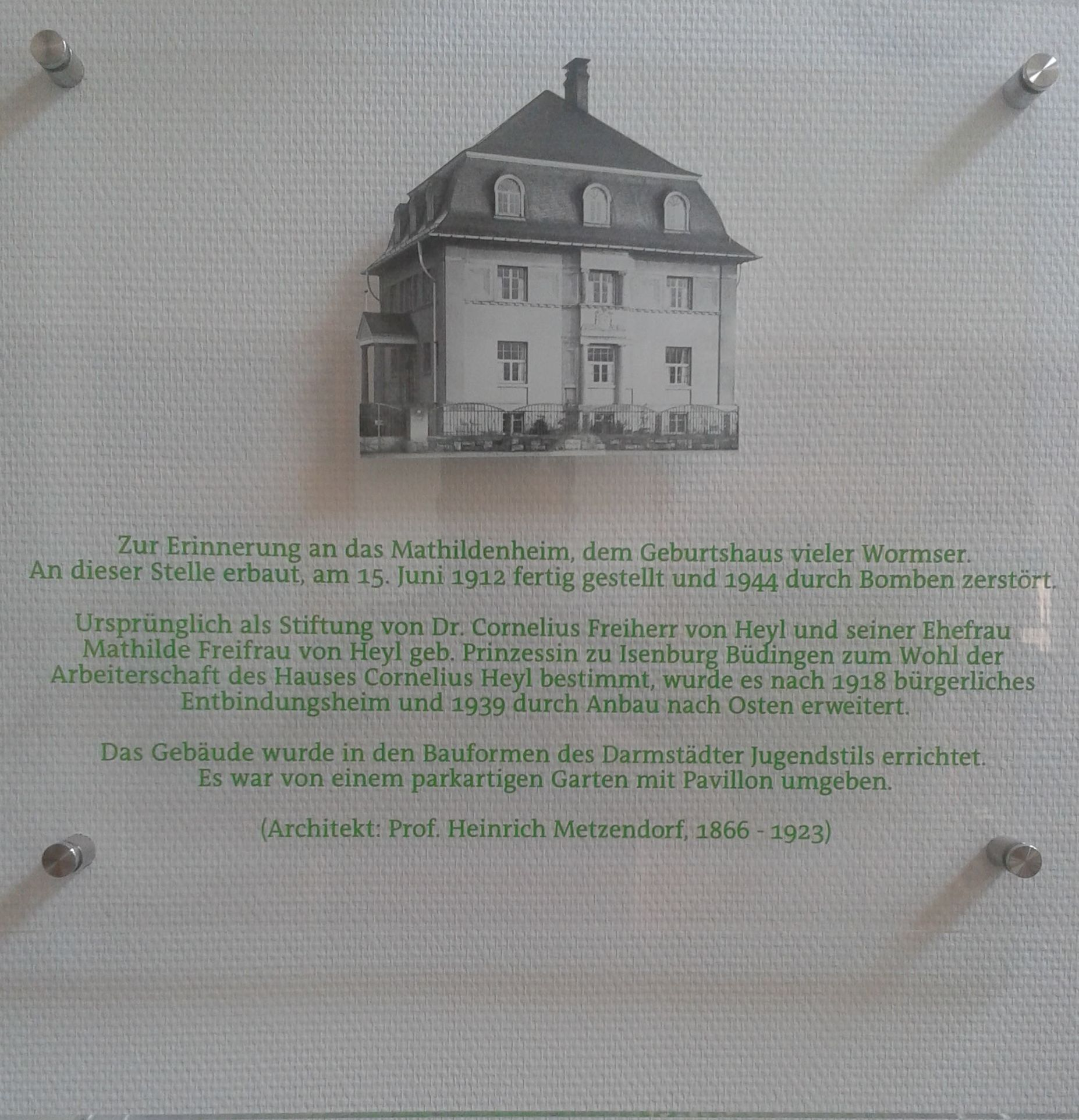
Infotafel Mathildenheim

## Historischer Hintergrund
Das Gebäude, das der Architekt Heinrich Metzendorf im Jugendstil entwarf, stand in der Liebenauerstraße 86, unmittelbar an der Einmündung zur Landwehrstraße, einer wichtigen Verkehrsachse in Worms (der heutigen Bebelstraße, die nach dem Politiker August Bebel benannt ist). Gegen Ende des Zweiten Weltkrieges, im Jahre 1944, wurde das Gebäude durch Fliegerbomben vollständig zerstört. Auf der Gemarkung, die damals „Liebenauer Feld“ genannt wurde, entstand in den Nachkriegsjahren die „Thomas-Jefferson-Village“, welche durch die amerikanischen Besatzungstruppen als Wohnraum genutzt wurde. Nach deren Abzug erfolgte die Rückgabe des Geländes an die Stadt Worms am 30. September 1999.

## Heutige Nutzung

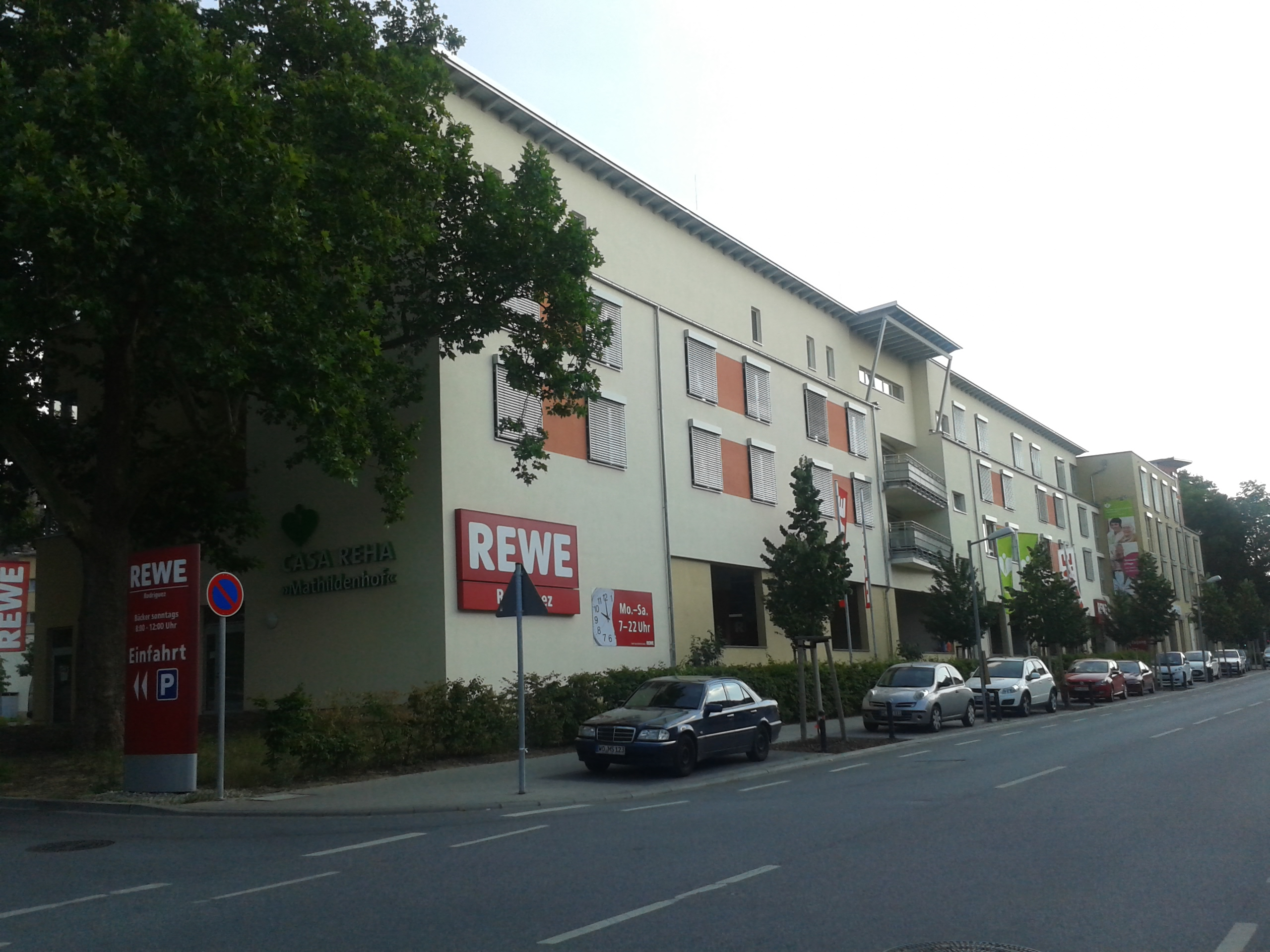
Heutige Nutzung des Geländes

Dominant genutzt wird das Gelände heute von einem Pflegeheim. Des Weiteren sind ein Supermarkt, eine Apotheke und diverse Dienstleistungsbetriebe angesiedelt.